# Drosophila apodemata
Drosophila apodemata är en tvåvingeart som beskrevs av Toyohi Okada och Carson 1983. Drosophila apodemata ingår i släktet Drosophila och familjen daggflugor. Inga underarter finns listade i Catalogue of Life.
Artens utbredningsområde är Nya Guinea.